# Sylvior
Sylvior (Sylviidae) är en familj med tättingar som ingår i överfamiljen Sylvioidea. Den har kategoriserats mycket olika genom historien och omfattat olika många släkten och arter. Inom den klassiska taxonomin placerades alla sångarliknande släkten i denna grupp, som då omfattade ett femtiotal släkten med cirka 300 arter, merparten ifrån gamla världen, och ett mindre antal ifrån Australien och nya världen. Det svenska trivialnamnet för denna familj var då, kort och gott, sångare.
Efter DNA-studier fann man att denna stora familj var parafyletisk och hade fungerat som ett så kallat slaskhinkstaxon, det vill säga en grupp där man placerat en mängd liknande arter som inte nödvändigtvis var närbesläktade. Utifrån dessa studier föreslogs en ny taxonomi med en rad nya familjer och samtidigt byttes det svenska trivialnamnet, vilket idag är sylvior. 
Inledningsvis inkluderades två grupper med fåglar i familjen, dels Sylvia-sångare med släktingar, dels övervägande asiatiska tidigare timalior centrerat kring papegojnäbbarna. Enligt sentida studier skilde sig dock de båda grupperna sig åt för hela cirka 19 miljoner år sedan, varför tongivande IOC numera behandlar de dem som skilda familjer, Sylviidae och Paradoxornithidae. Denna linje följs här.
Sylvior i begränsad mening omfattar ett 30-tal arter som förekommer i Europa och Nordafrika vidare österut till Centralasien, men även i Afrika. De flesta är ganska små med ganska långa stjärtar och oansenligt utseende, men med karakteristisk och ljudlig sång. Flera i Sverige välbekanta häckfåglar är en del av familjen, bland annat törnsångare, ärtsångare och svarthätta.
De allra flesta placeras traditionellt i släktet Sylvia, men familjen inkluderar även några afrikanska arter som tidigare behandlats som timalior i släktena Lioptilus, Parophasma, Pseudoalcippe och Horizorhinus. Dessa är så pass nära släkt med typarten för Sylvia, trädgårdssångaren, varför de numera inkluderas i släktet. Samtidigt visar genetiska studier att de arter som traditionellt placeras i Sylvia utgörs av två grupper som skildes åt för hela 15 miljoner år sedan. Merparten av arterna bryts därför numera allt oftare ut i ett eget släkte, Curruca, bland annat av svenska BirdLife Sverige och tongivande auktoriteten International Ornithological Congress.

## Släkte och arter inom familjen
Indelning och artgränser nedan följer International Ornithological Congress (IOC) 2023:
- Släkte Sylvia
  - Svarthätta (Sylvia atricapilla)
  - Trädgårdssångare (Sylvia borin)
  - Príncipesångare (Sylvia dohrni) – tidigare i Horizorhinus
  - Kattsångare (Sylvia galinieri) – tidigare i Parophasma
  - Rödnäbb (Sylvia nigricapillus) – tidigare i Lioptilus
  - Nunnesångare (Sylvia abyssinica) – tidigare i Pseudoalcippe
  - Ruwenzorinunnesångare (Sylvia atriceps) – tidigare i Pseudoalcippe, ibland behandlad som underart till abyssinica
- Släkte Curruca
  - Höksångare (Curruca nisoria)
  - Karroosångare (Curruca layardi)
  - Halsbandssångare (Curruca boehmi)
  - Rostgumpad sångare (Curruca subcoerulea)
  - Ärtsångare (Curruca curruca)
  - Sorgsångare (Curruca lugens)
  - Jemensångare (Curruca buryi)
  - Arabsångare (Curruca leucomelaena)
  - Herdesångare (Curruca hortensis)
  - Mästersångare (Curruca crassirostris)
  - Saharasångare (Curruca deserti)
  - Ökensångare (Curruca nana)
  - Atlassångare (Curruca deserticola)
  - Tamarisksångare (Curruca mystacea)
  - Svarthakad sångare (Curruca ruppeli)
  - Cypernsångare (Curruca melanothorax)
  - Sammetshätta (Curruca melanocephala)
  - Rostsångare (Curruca iberiae) – tidigare underart till cantillans
  - Rosensångare (Curruca subalpina) – tidigare underart till cantillans
  - Rödstrupig sångare (Curruca cantillans)
  - Törnsångare (Curruca communis)
  - Glasögonsångare (Curruca conspicillata)
  - Sardinsk sångare (Curruca sarda)
  - Provencesångare (Curruca undata)
  - Balearisk sångare (Curruca balearica)

### Arter som tidigare fördes till Sylviidae
Ett stort antal av arterna som tidigare placerades i Sylviidae har nu förts till nyskapade familjer, som alla dock ingår i överfamiljen Sylvioidea:
- Afrikanska sångare (Macrosphenidae)
- Rörsångare (Acrocephalidae)
- Gräsfåglar (Locustellidae)
- Cettior (Cettiidae)
- Lövsångare (Phylloscopidae)
- Hylior (Hyliidae)

Ett fåtal av arterna tidigare i Sylviidae har dock efter DNA-studier visats sig tillhöra helt andra familjer:
- Sãotoméärla (Amaurocichla bocagii) förs till familjen Motacillidae.[3]
- Industimalia och brahmaputratimalia (Laticilla) behandlades tidigare som prinior bland cistikolorna men hör till marktimaliorna (Pellorneidae)
- Indisk grästimalia och kinesisk grästimalia (Graminicola) ansågs tidigare vara gräsfåglar